# John Farris
Pour les articles homonymes, voir Farris.
John Farris, né le 26 juillet 1936 à Jefferson City, au Missouri (États-Unis), est un écrivain, dramaturge et scénariste américain, auteur de roman noir, de roman fantastique et de roman d’horreur. Il a également signé des romans sous le pseudonyme Steve Brackeen.

## Biographie
En 1956, il publie son premier roman La Porte d'à côté (The Corpse Next Door). 
Il aborde le roman noir en 1957 avec The Body on the Beach qu'il signe Steve Brackeen. Sous ce pseudonyme, il publie quatre autres romans du même genre, notamment En férocité (Baby Moll), en 1958, qui, selon Claude Mesplède et Jean-Jacques Schleret, rappelle Pendez-moi haut et court de Geoffrey Homes et Nid de rats (Danger in my Blood) en 1959, année où paraître également Harrison High, le premier volume d'une série de cinq romans très prisée par la jeunesse américaine. Harrison High sera adapté au cinéma sous le titre Because They're Young par le réalisateur Paul Wendkos.
En mai 1967, sa pièce de théâtre The Death of the Well-Loved Boy, produite Off-Broadway, est un échec avec seulement huit représentations.
Dans les années 1970, son œuvre relève surtout de l'horreur, de l'épouvante ou du policier fantastique traitant notamment de la télépathie et des pouvoirs supra-normaux. En 1976, il publie Furie (en), dont il signera l'adaptation pour le film de Brian De Palma Furie.

## Œuvre

### Romans

#### Signés John Farris

##### SérieHarrison
- Harrison High (1959)
- The Girl from Harrison High (1968)
- Trouble at Harrison High 1970)
- Shadow on Harrison High (1972)
- Happy Anniversary, Harrison High (1973)
- Crisis at Harrison High (1974)

##### SérieLe Cycle des pouvoirs
- Furie (en) (1976) Furie, Paris, Denoël, 2003  (ISBN 2-207-25464-X) ; réédition, Paris, Gallimard, coll. « Folio policier » no 347, 2004  (ISBN 2-07-031568-1)
- The Fury and the Terror (2001) Terreur, Paris, Denoël, 2004 ; réédition, Paris, Gallimard, coll. « Folio policier » no 387, 2005  (ISBN 2-07-031121-X)
- The Fury and the Power (2003) Pouvoir, Paris, Denoël, 2005 ; réédition, Paris, Gallimard, coll. « Folio policier » no 430, 2006  (ISBN 2-07-031906-7)
- Avenging Fury (2008)

##### Autres romans
- The Corpse Next Door (1956) La Porte d'à côté, Paris, Presses de la Cité, coll. « Un mystère 1re série » no 406, 1958
- The Long Light of Dawn (1962)
- King Windom (1967)
- When Michael Calls (1967)
- The Captors (1969) Drôles de dames, Un mystère 3e série no 56, 1970
- A Sudden Stillness (1970)
- Sharp Practice (1974) Pratiques douteuses, Lefrancq, 1998
- All Heads Turn When the Hunt Goes By (1977), aussi paru sous le  titre Bad Blood Écailles, Paris, J’ai lu, coll. « Épouvante » no 2225, 1987  (ISBN 2-277-22225-9)
- Shatter (1980)
- Catacombs (1981)
- The Uninvited (1982) L'Intrus, Paris, Presses de la Cité, coll. « Paniques », 1983  (ISBN 2-258-01158-2) ; réédition, Paris, J'ai lu, coll. « Suspense » no 2640, 1989  (ISBN 2-277-22640-8)
- Son of the Endless Night (1984) Le Fils de la nuit éternelle, Paris, Presses de la Cité, coll. « Paniques », 1986  (ISBN 2-258-01798-X) ; réédition, Paris, Presses Pocket, coll. « Terreur » no 9005, 1989  (ISBN 2-266-02737-9)
- Minotaur (1985)
- Wildwood (1986) La Forêt sauvage, Paris, J’ai lu, coll. « Épouvante » no 2407, 1988  (ISBN 2-277-22407-3)
- Nightfall (1987) L'Ange des ténèbres, Paris, Presses de la Cité, 1989  (ISBN 2-258-02599-0) ; réédition, Paris, Presses Pocket, coll. « Terreur » no 9028, 1990  (ISBN 2-266-03470-7)
- The Axeman Cometh (1989)
- Fiends (1990)
- Demonios (1991)
- Sacrifice (1994) Sacrifice, Paris, Presses de la Cité, coll. « Roman », 1996  (ISBN 2-258-04121-X) ; réédition, Paris, Presses Pocket, coll. « Terreur » no 9201, 1998  (ISBN 2-266-08219-1)
- Dragonfly (1995)
- Soon She Will Be Gone (1997)
- Solar Eclipse (1999)
- Phantom Nights (2004)
- Elvisland (2004)
- You Don't Scare Me (2007)
- High Bloods (2009)
- Before the Night Ends (2013)

#### Signés Steve Brackeen
- The Body on the Beach (1957)
- Baby Moll (1958)   En férocité, Paris, Gallimard, coll. « Série noire » no 463, 1958 (BNF 32931766)
- Danger in My Blood (1958) Nid de rats, Paris, Plon, coll. « Nuit » no 15, 1963 (BNF 32960252) ; réédition, Paris, Presses de la Cité, coll. « Punch » no 65, 1977 (BNF 34633470)
- Delfina (1962)
- The Guardians (1964)

### Recueils de nouvelles
- Scare Tactics (1988)
- Transgressions: Volume Three - Terror's Echo (2006) Trangressions, Paris, Calmann-Lévy, 2007  (ISBN 978-2-7021-3734-5)

### Nouvelles
- Horrorshow (1988)
- I Scream. You Scream. We All Scream for Ice Cream (1990)
- Story Time with the Bluefield Strangler

### Pièce de théâtre
- The Death of the Well-Loved Boy (1967)

## Filmographie

### Au cinéma
- 1960 : Le Mal d'être jeune (Because They're Young), film américain réalisée par Paul Wendkos, adaptation du roman Harrison High, avec Dick Clark
- 1972 : Dear Dead Delilah (en), film américain réalisé par John Farris, d'après un scénario original de Farris, avec Agnes Moorehead
- 1978 : Furie, film américain réalisée par Brian De Palma, adaptation par John Farris de son propre roman éponyme, avec Kirk Douglas et John Cassavetes

### À la télévision
- 1972 : When Michael Calls (en), téléfilm américain réalisée par Philip Leacock, adaptation du roman éponyme, avec Ben Gazzara, Elizabeth Ashley et Michael Douglas
- 2007 : Péchés de jeunesse (We All Scream For Ice Cream), épisode de la série télévisée américaine Les Maîtres de l'horreur réalisé par Tom Holland, adaptation de la nouvelle éponyme

## Sources
- Claude Mesplède (dir.), Dictionnaire des littératures policières, vol. 1 : A - I, Nantes, Joseph K, coll. « Temps noir », 2007, 1054 p. (ISBN 978-2-910-68644-4, OCLC 315873251).
- Claude Mesplède, Les années "Série noire" : bibliographie critique d'une collection policière, vol. 1 : 1945-1959, Amiens, Editions Encrage, coll. « Travaux » (no 13), 1992 (ISBN 978-2-906-38934-2).
- Claude Mesplède et Jean-Jacques Schleret, SN, voyage au bout de la Noire : inventaire de 732 auteurs et de leurs œuvres publiés en séries Noire et Blème : suivi d'une filmographie complète, Paris, Futuropolis, 1982 (OCLC 11972030), p. 40.